# 楚卡诺夫卡河
楚卡诺夫卡河（俄语：Река Цукановка）又稱岩杵河（俄语：Река Янчихэ，满语：Yanqu Bira），是俄羅斯滨海边疆区哈桑区河流，源起南黑山，长29公里，流域面积175平方公里，在同名村庄注入探险湾。

## 引用
1. ↑  谭其骧. . 中国地图出版社.
2. ↑   (地图). 1882-1887.
3. ↑  . 国家水登记处.   [2024-01-05]. （原始内容存档于2024-01-05） （俄语）.
4. ↑  李耀琴. . 理论观察. 2024-03-20.
5. ↑  А·П·穆拉诺夫. . 列宁格勒: 气象出版社. 1966 （俄语）.
6. ↑  . 列宁格勒: 气象出版社 （俄语）.
7. ↑  Т·А·基谢尔科瓦娅. . 列宁格勒: 气象出版社. 1977 （俄语）.